# ドリパス
ドリパスは、ユーザーが映画館で観たい映画に投票を行い、ランキング上位の作品の上映イベントを開催するためのサービス。一定以上の購入数が確保できれば成立となるギャザリングの仕組みを使って興行のリスクを分散させている。

## 概要
ユーザーはドリパスに登録されている作品の中から1日3回まで、さらに「ファン登録」した作品にはそれぞれ1日1回まで投票ができる。毎週月曜日の09:00時点で投票のポイント上位3作品が「候補入り」となりランキングから消える。
候補入りした作品は、おおむね数週間から数か月で上映会の開催が決まり、ドリパスのサイト内や場合により、チケットぴあやTOHOシネマズの外部サイトにてチケットが発売される。会場は基本的にDCP対応の貸しホールてあり常設の映画館ではない秋葉原UDXシアターおよびTOHOシネマズ各館となる。
チケット購入者が規定数に達すると企画が成立するが、それに満たない場合は見送りとなる。また、候補入りしたものの、開催することができず数年にわたり放置されている作品も350以上ある。

## 沿革
- 2010年8月 - サービス開始。当初は五十嵐壮太郎によって創業された株式会社ブルームが運営を行っていた。
- 2013年3月 - 株式会社ブルームの全株式をヤフーが買収し[1]、同年6月1日から運営主体をヤフーに変更。
- 2015年5月1日 - 運営主体をTOHOシネマズに変更[2]。
- 2021年12月1日 - 運営主体を株式会社インコムに変更。
- 2024年7月1日 - 運営主体をグランプラン株式会社に変更。